# 西平酒造
西平酒造株式会社（にしひらしゅぞう）は、奄美黒糖焼酎を生産している日本の酒造企業。

## 概要
鹿児島県奄美大島の奄美市で、黒砂糖と白麹菌の米麹を原料として、甕を用いた三段仕込みで醸造し、常圧蒸留するといった伝統的な黒糖焼酎の製法を守り、最低1年以上の熟成により深みのある味をもつ本格焼酎作りを行っている酒造企業。奄美大島で最も古い蔵元のひとつでありながら、初めて樫樽貯蔵の黒糖焼酎を製造するなど、新しい味や技術の追求も行っている。移出量に限りがあるが、例年鑑評会で優等賞を受賞しており、根強い人気を誇る。奄美群島以外では取り扱う酒店が少ないが、関東地方などでも奄美料理店や味にこだわる飲食店で取り寄せて提供している例がある。

## 企業現況
- 商号： 西平酒造株式会社
- 本社所在地： 鹿児島県奄美市名瀬小俣町11-21
- 代表取締役社長： 西平せれな
- 杜氏： 西平せれな

## 所属団体
- 鹿児島県酒造組合奄美支部[3]・奄美大島酒造協同組合[4]一般社団法人J.S.P

## 沿革
- 1875年 - 西平家の祖先が沖縄本島の首里で米を原料とする泡盛の酒造免許を取得。
- 1927年3月 - 西平守俊（現社長の祖父）が喜界島に移住し、泡盛を製造開始。妻の西平トミが初代杜氏を務める。
- 1945年の終戦前 - 蔵が特攻隊の飛行場の近くにあったため空襲で全壊。
- 1946年 - 奄美大島中部の名瀬に移り、西平本家（代表西平守常）と西平酒造に分かれる。
- 1947年 - 名瀬で泡盛の製造を開始。米不足により輸入のタイ米を用いた他、後に黒糖焼酎の製造も開始。
- 1950年 - 西平文信が奄美大島南部の古仁屋町(現瀬戸内町）で西平酒造（株式会社西平酒造。現天海の蔵。）開業。
- 1956年4月 - 法人化。社長西平守俊。

## 関連企業
- 株式会社蔵ふと村 - 本社に隣接する大島紬の工場跡を利用して「加那」の樫樽貯蔵庫、音楽ホール（蔵ふと村酒造ホール。定員70名)として利用[4]。

## 主要商品
- 「珊瑚」（さんご）30度、25度
- 「加那」（かな）40度、30度、25度
- 「巴モワ」（ともえもわ）40度
- 「ISLAND」(アイランド) 40度

すべて旧来の甕仕込、常圧蒸留により製造。

## その他
- 中央会館 - 1947年に名瀬に設立された劇場兼映画館。初代社長の西平守俊が社長を兼務した[5]。
- 巴麦酒株式会社 - 1952年設立のビール(トモエビール)、清酒「巴正宗」、炭酸飲料トモエサイダー、乳酸菌飲料「ハッピー」の製造会社。初代社長の西平守俊が社長を兼務。直営ビアホールも作られたが、1953年の奄美群島本土復帰で商品の競争力がなくなり、ほどなく廃業[6]。